# Lineaire benadering

Raaklijn aan (a, f(a))

In de wiskunde is een lineaire benadering van een algemene functie een lineaire functie (meer precies, een affiene functie) die in een bepaalde zin zo goed mogelijk aansluit bij de functie. Lineaire benaderingen worden veel gebruikt in de eindige-differentiemethode om eerste-ordemethoden voor het oplossen of het benaderen van oplossingen voor vergelijkingen te verkrijgen. 

## Benaderingen
Een willekeurige functie {\displaystyle f} gedefinieerd op het interval {\displaystyle [a,\,b]} kan op dat interval lineair benaderd worden door de functie:
{\displaystyle y(x)=f(a)+{\frac {f(b)-f(a)}{b-a}}(x-a)\approx f(x)}
De grafiek van deze benadering is een rechte lijn door de punten {\displaystyle (a,\,f(a))} en {\displaystyle (b,\,f(b))}.
Een differentieerbare functie {\displaystyle f} gedefinieerd op het interval rond het punt {\displaystyle a} kan in dat punt lineair benaderd worden door de functie:
{\displaystyle y(x)=f(a)+f'(a)(x-a)\approx f(x)}
De grafiek van deze benadering is de raaklijn aan de grafiek van {\displaystyle f} in het punt {\displaystyle (a,\,f(a))}
Gegeven een tweemaal continu-differentieerbare functie {\displaystyle f} van een reële variabele, beweert de stelling van Taylor voor het geval {\displaystyle n=1} dat 
{\displaystyle f(x)=f(a)+f'(a)(x-a)+R_{2}},
waarin {\displaystyle R_{2}} de restterm is. De lineaire benadering wordt verkregen door de restterm weg te laten: 
{\displaystyle f(x)\approx f(a)+f'(a)(x-a)}

### Toepassingen
- Methode van Euler
- Eindige-differentiemethode
- Methode van Newton